# Węglin Północny
Węglin Północny – dzielnica administracyjna Lublina położona w południowej części miasta. Wraz z Węglinem Południowym tworzą większą jednostkę urbanistyczną – dzielnicę mieszkaniową Węglin.

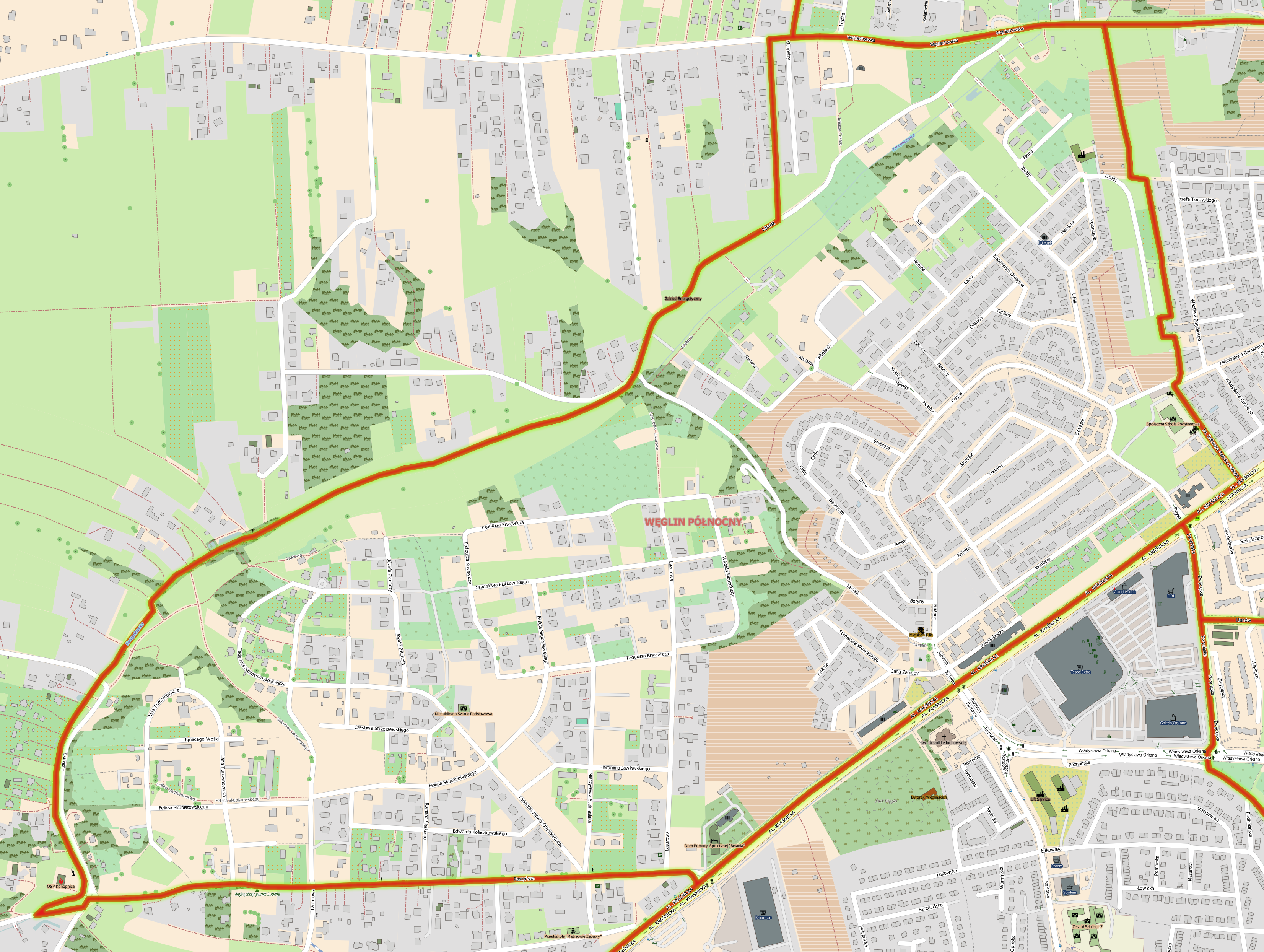
Plan dzielnicy

## Administracja
Granice administracyjne określa statut dzielnicy uchwalony 19 lutego 2009. Granice Węglina Północnego tworzą: od północy ul. Wojciechowska, od wschodu – ul. Wojciechowska, granica ogródków działkowych „Zimne Doły”, ul. Paśnikowskiego i al. Kraśnicka, a od południa i zachodu granice miasta.
Węglin Północny ma powierzchnię 2,39 km². Według stanu na 30 czerwca 2018 na pobyt stały na Węglinie Północnym było zarejestrowanych 3816 osób.